# Сидоренко Валерій Петрович
Валерій Сидоренко (нар. 23 вересня 1976, Енергодар) — український боксер, виступав у першій найлегшій ваговій категорії (до 48 кг). Триразовий чемпіон світу серед військовослужбовців (1995, 1997, 1999), чемпіон Європи серед любителів 2000 року, учасник Олімпіаді 2000, п'ятиразовий чемпіон України.
Валерій — брат-близнюк Володимира Сидоренко, теж боксера, чемпіона Європи серед любителів, призера Олімпіади 2000, чемпіона світу за версією WBA.
Перший тренер Манзуля Володимир Романович.

## Спортивна кар'єра
Боксом Валерій разом з братом розпочав займатися у віці 12 років. Після численних зборів, тренувань і вдалих виступів на змаганнях брати Сидоренко в 1993 році попадають до складу національної збірної України. А через рік призиваються в армію. За роки служби брати Сидоренко взяли участь у 4-ох чемпіонатах світу серед військовослужбовців. Валерій тричі — 1995, 1997 і 1999 ставав на них чемпіоном.

### Чемпіонат світу 1997
- В 1/16 переміг Рудіка Казанджяна (Кипр) — 17-3
- В 1/8 переміг Анджея Ржаного (Польща) — 10-6
- В 1/4 програв Данієлю Петрову (Болгарія) — 9-9+

### Чемпіонат Європи 2000
- В 1/4 фіналу переміг Велі Муміна (Македонія) — 7-2
- В півфіналі переміг Пал Лакатоша (Угорщина) — 10-4
- У фіналі переміг Сергія Казакова (Росія) — +4-4

### Олімпіада 2000
- В 1/16 фіналу переміг Хосе Альбукерке (Бразилія) — 12-7
- В 1/8 фіналу переміг Субан Паннона (Таїланд) — RSC
- В 1/4 фіналу програв Маікро Ромеро (Куба) — 5-12

## Після завершення виступів
Разом з братом-близнюком заснував щорічний Турнір на призи братів Сидоренків. Перші три турніри були проведені в м. Енергодар. З 2008 року проводилися восени в Севастополі.
Був депутатом міськради Енергодару.